# Ghia Centurion
Der Ghia Centurion ist ein Konzeptfahrzeug.

## Beschreibung
Die italienische Carrozzeria Ghia stellte es 1968 her. Das Fahrgestell kam von der Checker Motors Corporation aus den USA. Der Designer Tom Tjaarda entwarf das Fahrzeug. Es war eine viertürige Limousine. Die beiden Vordertüren und die rechte hintere Tür waren wie gewohnt vorne angeschlagen. Die linke hintere Tür war dagegen nach Art einer Selbstmördertür an der C-Säule befestigt.
Das Fahrgestell hat 3277 mm Radstand. Die Gesamtlänge des Fahrzeugs beträgt 5385 mm, die Breite 1880 mm und die Höhe 1575 mm. Als Leergewicht sind 1932 kg angegeben. Eine andere Quelle bestätigt Radstand, Breite und Höhe, gibt aber 5392 mm Länge an.
Der V8-Motor wurde unverändert übernommen. Er ist vorn längs im Fahrzeug eingebaut und treibt die Hinterräder an. Laut einer Quelle stammt er von General Motors, hat 283 Kubikzoll (4638 cm³) Hubraum und leistet 195 PS.
Das Fahrzeug war zunächst blau lackiert, wurde noch 1968 in gold umlackiert und im Folgejahr in schwarz.
Die Baukosten sollen 125.000 US-Dollar betragen haben.

## Präsentationen und Verbleib
Das Fahrzeug wurde im Oktober 1968 auf dem Pariser Autosalon, im November 1968 auf dem Turiner Autosalon und im April 1969 auf der North American International Auto Show in New York City präsentiert. Andere Quellen bestätigen die drei Messen.
Lawrence Wilmont erwarb das Fahrzeug. Er nutzte es bis Mitte der 1970er Jahre. Sein Sohn Martin war nächster Besitzer. David Gregg fand es, konnte es aber nicht erwerben. 2008 gehörte Steve Contarino das Fahrzeug.